# شناوتسر عادي
كلب أخطم عادي أو شناوتسر عادي هو سلالة كلاب عاملة تنتمي إلى فئة شناوتسر، التي نشأت في ألمانيا خلال القرنين الخامس عشر والسادس عشر. هو الفئة الأوسط بين الأصناف الثلاثة الأخرى للشناوتسر وهم شناوتسر عملاق وشناوتسر منمنم.
يُعد الشناوتسر العادي هو السلالة الأصلية فيما بين الأنواع الثلاثة، وعلى الرغم من فرائه ومظهره العام، فإنه ليس له علاقة بكلب الترير. تُعد هذه السلالة من أقدم السلالات في أوروبا؛ فهي ذات حجم متوسط وقوية وقِيل عنها أنها كانت الفئة المُفضلة لكل من الرسام الهولندي رامبرانت والألماني آلبرخت دورر والإنجليزي جوشوا راينولدس.

## التاريخ
تم إنتاج الشناوتسر العادي لأول مرة عام 1880، وفي عام 1885، أُنشا النادي الأول لهذه السلالة في ألمانيا. وكان يجب الانتظار أربعين عامًا وحتى عام 1925 لإنتاج هذه الفئة في الولايات المتحدة.

## الوصف
هو كلب متوسط الحجم، يتميز بجسده القصير والقوي، رأسه ممدودة ويكسوه الشعر الكثيف، إضافة إلى كونه يمتلك حواجب كثة وكثيفة، وآذنان صغيرة، وذيل قصير وشعر خشن في العادة يكون لونه أسود. كان في الأصل كلب راعي، ولكنه تحول الآن ليُصبح كلب بوليسي للدفاع والرفقة.

## التكيف
يتكيف الشناوتسر العادي، بشكل جيد، على الحياة في الشقة، شريطة أن يتلقى التمشية مرة أو اثنين في اليوم. وتتميز هذه السلالة بالرأس الطويلة الممدودة التي تكسوها الشعر الكثيف والحواجب الكثة والكثيفة والآذنان الصغيرة والذيل القصير والشعر الخشن عادةً.
يتم تصنيف الشناوتسر العادي ضمن الفريق العامل، على الرغم من إمكانية تحولهم إلى حيوانات منزلية، إلا أن يُمكن هذه الكلاب على الرعي والحراسة والحماية والخدمة.